# くるめりあ六ツ門
くるめりあ六ツ門（くるめりあむつもん）は、福岡県久留米市六ツ門町にある大型商業施設。
2005年（平成17年）11月までダイエー六ツ門店だったビルを改装して、2010年（平成22年）7月29日に開業した。

## 概要
- 所在地 - 福岡県久留米市六ツ門町3番11号
- 売場面積 - 約13,000m²（図書館などを含む）
- 建物規模 - 地上6階-地下2階（屋上は閉鎖中。ダイエー時代はプレイランドがあった）
- 店舗数 - 約35店舗（4階開業時の予定店舗数）
- 駐車場台数 - 地下2階72台、その他契約駐車場369台。
- 営業時間 - 10:00-22:00（地階、1階、3階の主要店舗、その他は店舗により異なる）
- 休店日 - 正月など。店舗により異なる。

柳川市に本社を置く食品スーパー「マミーズ」と、大手ドラッグストア「サンドラッグ」、大手100円ショップ「セリア」を核店舗とする複合商業施設で、「久留米市立六ツ門図書館」も入居する。
飯塚市に本社を置く不動産会社「ティーティーエス企画」が管理を行っている。
久留米市中心部の「六ツ門あけぼの商店街」に近接して立地しており、西鉄久留米駅、JR久留米駅、久留米市役所なども徒歩圏内である。
かつては1983年に開業した「ユニードショッパーズ久留米店」（後のダイエー六ツ門店）が核店舗であり、第３セクター企業「六ツ門プラザ」が管理を行っていたが、2005年11月に閉鎖された後は空き店舗となっていた。
2007年に「六ツ門プラザ」が破産した後、2008年末に「ティーティーエス企画」に建物が買収され、2010年（平成22年）7月29日に開業した。

## 沿革
- 1982年（昭和57年）5月 - 大規模小売店舗法に基づき「六ツ門再開発ビル」の出店申請がなされる。
- 1983年（昭和58年）3月31日 - ダイエーと業務提携をしていたユニードにより「ユニードショッパーズ久留米店」として開業。ビル名称は「六ツ門プラザビル」。ダイエーグループとしては久留米市4店目。
- 2003年（平成15年）10月 - 6階「大川家具センター」が倒産により閉店。6階を閉鎖。
- 2004年（平成16年）6月25日 - 6階にキャンドゥが出店、6階の営業を再開。
- 2005年（平成17年）1月20日 - ダイエーが撤退を表明。近隣の香椎店、荒尾店、熊本店（のちに存続）などと同時発表。
- 2005年（平成17年）11月20日 - ダイエー六ツ門店（旧ショッパーズ久留米店）が閉店。（久留米市のダイエー店舗は1店舗となる）
- 2007年（平成19年）5月10日 - 建物を管理していた第3セクター企業「六ツ門プラザ」が破産。
- 2008年（平成20年）12月 - 飯塚市に本社を置く不動産会社「ティーティーエス企画」が買収。
- 2009年（平成21年）11月20日 - ハローデイや市立図書館を核店舗とすることを発表。
- 2010年（平成22年）
  - 3月 - 複合商業施設として営業を再開するための改装工事に着工。
  - 6月 - ビル名称を「くるめりあ六ツ門」と決定。
  - 7月29日 - 地下2階‐2階が開業。
  - 8月6日 - 6階が開業。
  - 10月2日 - 5階、3階が開業。グランドオープン（4階のみ当面マンションモデルルームとして利用されるため未開業）。
- 2011年（平成23年）4月 - 地下2階-1階の閉店時間が21時から22時に延長される。
- 2012年（平成24年）11月6日 - 地下1階の食品売場がハローデイからマミーズプレミアムになる。
- 2013年（平成25年） - 4階が全面開業。

## フロア案内
以下は主な店舗。
| 階  | フロア概要 |
| --- | --- |
| RF  | |
| 6F  | サテライトキャンパスのフロア 高等教育コンソーシアム久留米 六ツ門サテライトキャンパス、学習ルーム                                                            |
| 5F  | 市立図書館のフロア 久留米市立六ツ門図書館、久留米市児童センター                                                                                             |
| 4F  | 医療モールのフロア 手芸マキ、プレミスト久留米 マンションモデルルーム、体操教室、立体駐車場連絡通路（トラストパーク六ツ門）                                  |
| 3F  | レストランとカラオケのフロア バイキングレストランくるめりあARK、カラオケくるめりあARK、多目的ホール                                                         |
| 2F  | ファッションと生活雑貨のフロア セリア、ジェルネイル&WAX脱毛サロン ポポラート、ヒツジヤ、ばーすでぃ、NASU、占い、催事場 ほか                                 |
| 1F  | ドラッグストアと喫茶のフロア サンドラッグ、サービスカウンター、資生堂ショップ・美容室PURE、木村屋、G-1キッチン、ストーンビカ、西日本旅行、クリーニング ほか |
| B1F | 食品と雑貨のフロア マミーズプレミアム、業務スーパーマミーズプライスクラブ、地球文化屋、フラワーショップマルシェ、朝鮮料理 韓流屋台朱蒙、ゲームコーナー ほか |
| B2F | 駐車場 地下駐車場 |

## 主なテナント

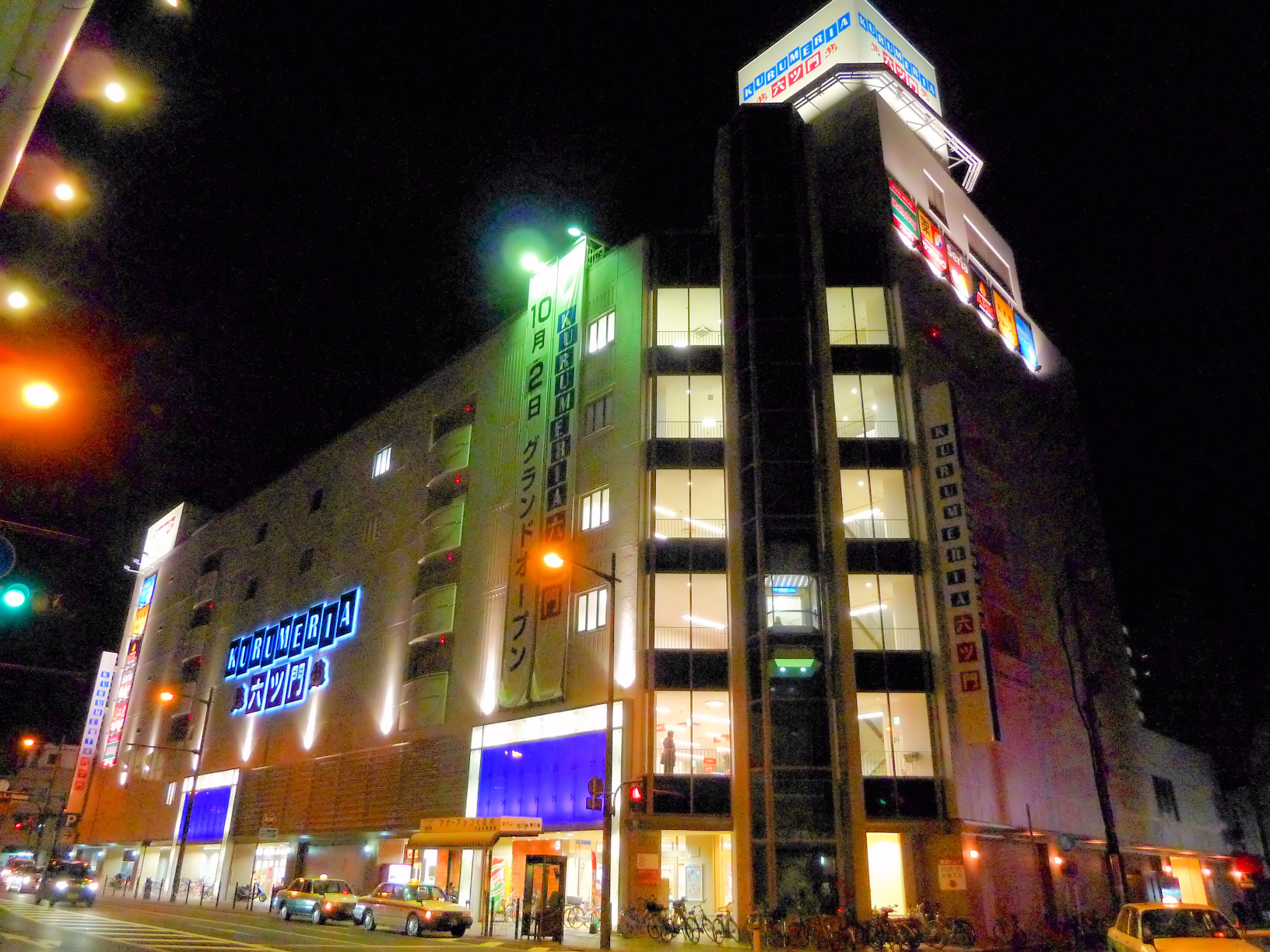
夜間イルミネーションの点灯時

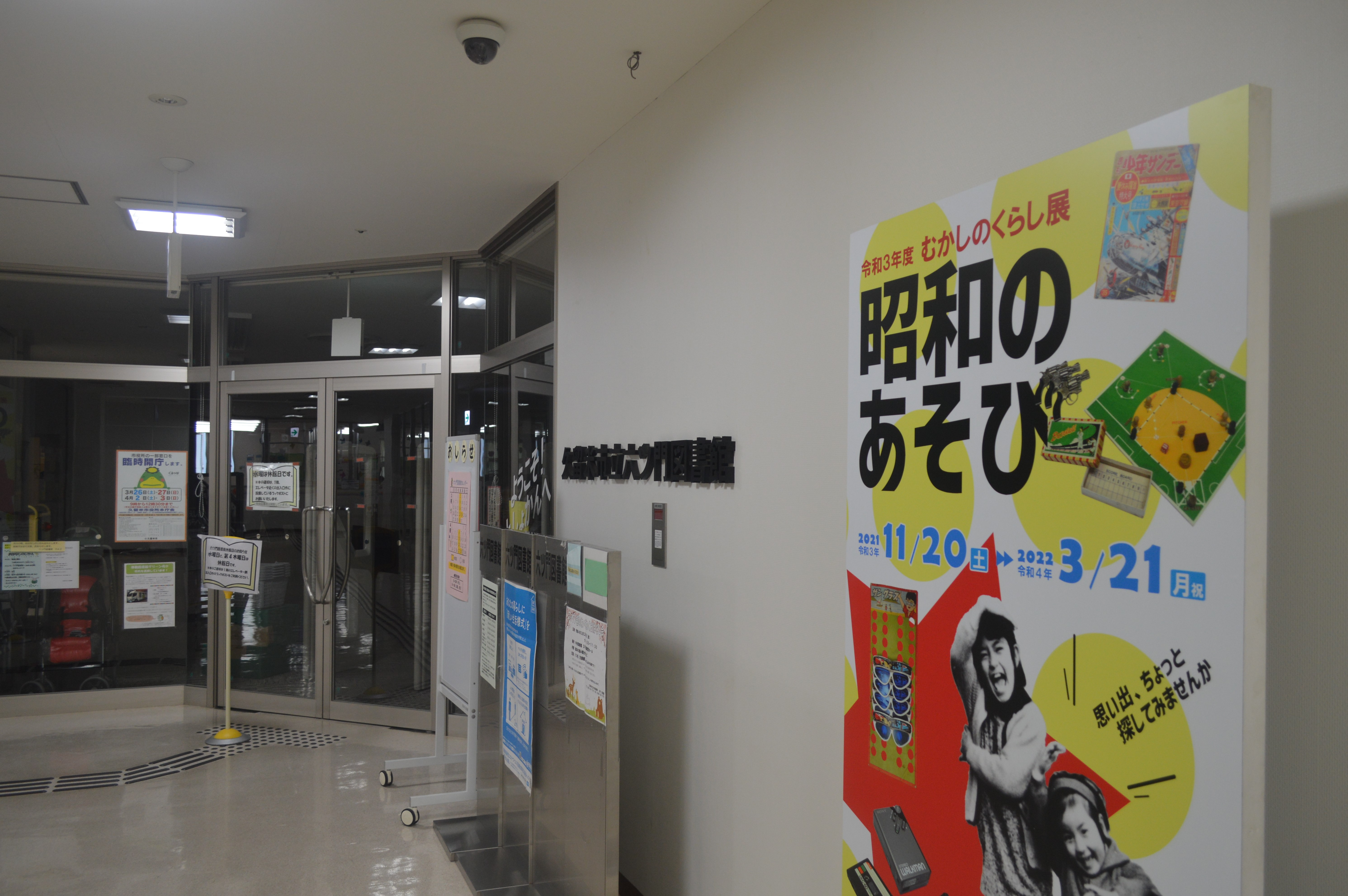
久留米市立六ツ門図書館

### ショップ
- マミーズ - 食品スーパー
- サンドラッグ - 医薬品、雑貨、化粧品
- セリア - 100円ショップ
- くるめりあARK - バイキングレストラン＆カラオケ
- 手芸マキ - 手芸店
- 天然石の手作り屋STONE BIKA - アクセサリー
- 資生堂ショップPURE - 化粧品
- フラワーパークマルシェ - 生花
- HITSUJIYA - ヤングカジュアル（商店街火災により久留米一番街から移転）
- ばーすでぃ - 婦人服
- アン・ミリヨン - 雑貨、婦人服
- 地球文化屋 - 雑貨、婦人服
- G-1キッチン - 惣菜、弁当
- 竹島青果店 - 八百屋（店舗外からしか入店出来ない）

### 飲食店
- ビュッフェレストランARK - レストラン
- arcus - 久留米バーガー、ファーストフード、洋菓子
- コカコーラウエストベンディングカフェ - 喫茶・自動販売機コーナー
- 韓流屋台朱蒙 - 韓国料理

### サービス
- 西日本旅行 - 旅行代理店
- 美容室PURE - 美容院
- くるめりあARK - カラオケ
- ホームドライ - クリーニング
- 占いコーナー
- 証明写真コーナー
- 西日本シティ銀行ATMコーナー
- ゲームコーナー
- 久留米市立六ツ門図書館
- 久留米市児童センター
- 高等教育コンソーシアム久留米 六ツ門サテライトキャンパス
- プレミスト久留米 マンションモデルルーム

### 医療・メディカル
- NASU - エステ・フィットネス
- 体操教室 - 体操

### 過去に存在したテナント
- アミューズメントフードホールハローデイ（スーパー、2012年撤退、現・マミーズ）
- くるみぃ（クレープ店、2012年撤退、現・西日本旅行）
- ライオンズ六ツ門サンリアンタワー マンションモデルルーム（2012年撤退、現・プレミスト久留米モデルルーム）
- とり唐（唐揚げ、2011年撤退、現・朱蒙）
- 色空（衣料、2011年撤退、現・地階催事スペース）
- 水田屋J-スイーツカフェ菓風（喫茶・和菓子、2011年撤退、現・ストーンビガ）
- アルクス（ハンバーガー、2011年撤退、現・G-1キッチン）
- 宮脇書店 - 書店

## 交通アクセス

### 公共交通
- 鉄道：西鉄久留米駅より徒歩約10分、西鉄花畑駅より徒歩約12分、JR久留米駅より徒歩約12分。
- バス：西鉄バス「六ツ門」バス停よりすぐ。

## 駐車場
店舗の地下2階に直営駐車場（72台）が、隣接して契約立体駐車場（約200台、開店当初は369台）がある。

### 駐車料金
1時間100円。各店舗の1,000円以上のお買い上げレシートを駐車券と共に1階総合案内所に提示すれば2時間無料となる。
また、久留米市立六ツ門図書館の営業時間内は図書館内にて手続きをし、総合案内所に提示すれば2時間無料となる。

## 周辺施設
- エマックス・クルメ
- 岩田屋久留米店（米城ビル・千歳プラザ）
- 久留米シティプラザ
- 六ツ門あけぼの商店街

## その他
- 店花は店舗名の由来でもある久留米市の市木「カメリア」（ツバキ）である。
- 「久留米市中心市街地活性化基本計画」の一環として、改装工事には久留米市からの補助金も活用されている。
- 客用エレベータはシースルーエレベータ1基のみであるために混雑時は注意が必要である。

## 参照
- 毎日新聞　2010年（平成22年）6月12日